# 지구팽창설
지구팽창설은 대륙의 위치와 상대적 이동이 적어도 부분적으로 증가하는 지구의 부피 때문이라고 주장한다. 반대로 지구물리학적 지구한랭화는 다양한 특징이 지구 수축에 의해 설명될 수 있다는 가설이었다.
비록 이 설이 역사적으로 제안되었지만 20세기 중반 판 구조론이 인식된 이후 과학적 합의는 지구의 어떤 의미 있는 팽창이나 수축에 대한 생각을 거부했다.

## 같이 보기
- 분류:판 구조론